# Ford Fairlane – Rock ’n’ Roll Detective
Ford Fairlane – Rock ’n’ Roll Detective ist ein US-amerikanischer Spielfilm aus dem Jahr 1990. Regie bei der Filmkomödie führte Renny Harlin. Alternativtitel im deutschen Raum ist Die Abenteuer des Ford Fairlane.

## Handlung
Bobby Black, der Sänger einer populären Rockband, wird bei einem Auftritt auf der Bühne getötet. Der Privatdetektiv Ford Fairlane wird von dem Radio-DJ Johnny Crunch beauftragt, ein Groupie namens Zuzu Petals zu finden, die nach dessen Meinung in Blacks Tod verwickelt war.
Kurz danach wird auch Crunch getötet und auch Fairlane gerät ins Fadenkreuz eines Auftragskillers. Der zuständige Kriminalbeamte Lt. Amos ist Fairlane keine Hilfe. Fairlane spürt zusammen mit seiner Assistentin Jazz Zuzu auf und verfolgt eine Spur, die ihn zum einflussreichsten Musikproduzenten der Stadt führt.

## Auszeichnungen
- 1991: Goldene Himbeere (Schlechtester Hauptdarsteller)
- 1991: Goldene Himbeere (Schlechtester Film)
- 1991: Goldene Himbeere (Schlechtestes Drehbuch)
- 1991: Goldene-Himbeere-Nominierung (Schlechtester Regisseur)
- 1991: Goldene-Himbeere-Nominierung (Schlechtester Nebendarsteller)

## Kritik
"The Adventures of Ford Fairlane" is a movie about a hero I didn't like, chasing villains I didn't hate, in a plot I didn't understand. It is also loud, ugly and mean-spirited. That makes it the ideal vehicle for Andrew Dice Clay, a comedian whose humor is based upon hating those not in the room for the entertainment of those present.

„"The Adventures of Ford Fairlane" ist ein Film über einen Helden, den ich nicht mochte, welcher Bösewichte jagte, die ich nicht hasste, in einer Handlung, die ich nicht verstand. Er ist außerdem laut, hässlich und gemein. Das macht ihn zum idealen Vehikel für Andrew Dice Clay, einen Komiker, dessen Humor darauf baut, diejenigen zu hassen, die nicht da sind, zur Unterhaltung derer, die anwesend sind.“

„Die dünne Story dient als Plattform für den umstrittenen Komikerstar Andrew Dice Clay, der als notorischer Schmutzfink alle Erwartungen enttäuscht: seine gefürchteten bösartigen Sprüche verlieren sich in einer ideenlosen Geschichte, die als Detektivfilm-Parodie lediglich die üblichen Manierismen aufzubieten vermag.“

„Der umstrittene US-Kultkomiker Clay lässt auch hier dem Pöbelhumor ordentlich Leine. In Nebenrollen sind u. a. Priscilla Presley und Ed ‘Al Bundy’ O'Neill zu sehen. Fazit: ‘Miami Vice’ als Hardcore-Spaß-Version.“